# Babiana scariosa
Babiana scariosa är en irisväxtart som beskrevs av Gwendoline Joyce Lewis. Babiana scariosa ingår i släktet Babiana och familjen irisväxter. Inga underarter finns listade i Catalogue of Life.